# Mérona
Mérona là một xã trong vùng hành chính Franche-Comté, thuộc tỉnh Jura, quận Lons-le-Saunier, tổng Orgelet. Tọa độ địa lý của xã là 46° 33' vĩ độ bắc, 05° 38' kinh độ đông. Mérona nằm trên độ cao trung bình là 642 mét trên mực nước biển, có điểm thấp nhất là 548 mét và điểm cao nhất là 702 mét. Xã có diện tích 2.97 km², dân số vào thời điểm 1999 là 8 người; mật độ dân số là 3 người/km².

## Thông tin nhân khẩu
| 1962 | 1968 | 1975 | 1982 | 1990 | 1999 | 2007 |
| ---- | ---- | ---- | ---- | ---- | ---- | ---- |
| 7    | 10   | 7    | 5    | 3    | 8    | 13   |